# BNP Paribas Cardif
BNP Paribas Cardif – grupa ubezpieczeniowa należąca do BNP Paribas powstała w 1973 roku. Działa w 36 państwach, w tym w Polsce.